# Blue Parlan
 (juin 2021).
Si vous disposez d'ouvrages ou d'articles de référence ou si vous connaissez des sites web de qualité traitant du thème abordé ici, merci de compléter l'article en donnant les références utiles à sa vérifiabilité et en les liant à la section « Notes et références ».
Albums de Horace Parlan
Hi-Fly
(1978) Musically Yours
(1979)
Blue Parlan est un album du pianiste de jazz américain Horace Parlan, enregistré en 1978 et paru sur le label SteepleChase Records.
The Penguin Guide to Jazz lui a attribué 4 étoiles.

## Liste des titres
| 1.    | Goodbye Pork Pie Hat    | Charles Mingus           | 8:05 |
| 2.    | Sunspots                | Austin Wells             | 6:13 |
| 3.    | Firm Roots              | Cedar Walton             | 4:32 |
| 4.    | Monk's Mood             | Thelonious Monk          | 5:53 |
| 5.    | Neicy                   | Frank Strozier           | 5:49 |
| 6.    | Night Mist Blues        | Ahmad Jamal              | 4:43 |
| 7.    | Cynthia's Dance         | Horace Parlan            | 6:06 |
| 8.    | There's No Greater Love | Isham Jones, Marty Symes | 4:34 |
| 46:46 |                         |                          |      |

## Musiciens
- Horace Parlan – piano
- Wilbur Little – contrebasse
- Dannie Richmond – batterie